# اولريش توكور
اولريش توكور (بالألمانية: Ulrich Tukur)‏ (و. 1957 – م) هو موسيقي، وممثل مسرحي، ومغني، وممثل أفلام من ألمانيا. ولد في فيرنهايم.

## التعليم
تعلم في جامعة توبنغن.

## وصلات خارجية
- اولريش توكور على موقع IMDb (الإنجليزية)
- اولريش توكور على موقع روتن توميتوز (الإنجليزية)
- اولريش توكور على موقع مونزينجر (الألمانية)
- اولريش توكور على موقع ألو سيني (الفرنسية)
- اولريش توكور على موقع ميوزك برينز (الإنجليزية)
- اولريش توكور على موقع أول موفي (الإنجليزية)
- اولريش توكور على موقع قاعدة بيانات الأفلام السويدية (السويدية)
- اولريش توكور على موقع أول ميوزيك (الإنجليزية)
- اولريش توكور على موقع ديسكوغز (الإنجليزية)
- اولريش توكور على موقع قاعدة بيانات الفيلم (الإنجليزية)